# ハワード・マクニア
ハワード・マクニア(Howard Terbell McNear 1905年1月27日 – 1969年1月3日)はアメリカ合衆国の映画、テレビ、ラジオの俳優。『メイベリー110番』の床屋フロイド・ローソン役、CBSのラジオ『Gunsmoke 』(1952年–1961年).のドクター・チャールズ・アダムス役で知られる。

## 経歴
カリフォルニア州ロサンゼルスでフランクリン・マクニアとルゼッタ・スペンサーの息子として生まれる。1930年代前半は舞台、後半はラジオに出演。1937年から1940年、ラジオドラマ『Speed Gibson of the International Secret Police 』にクリント・バーロウ役で出演。威厳のある役を得意としていたが、コメディなどさらに幅広い役柄を求めていた。
1942年11月17日第二次世界大戦中アメリカ陸軍航空隊に入隊。
CBSのラジオドラマ『Gunsmoke 』(1952年–1961年)でドクター・チャールズ・アダムスを演じた。CBSと長年契約を結び、多数のラジオやテレビドラマ番組に出演した。1955年から1960年、ラジオの刑事ドラマ『Yours Truly, Johnny Dollar 』に出演し、様々な個性的な役を演じた。1959年11月26日、NBCの『The Ford Show 』の感謝祭のエピソードにゲスト出演した。二人気テレビドラマ『ピーター・ガン』(1958年-61年)には3回違う役で出演した。
テレビシットコム『Leave It to Beaver 』には床屋のアンディ役で出演し、未来を予見する(後に『メイベリー110番(原題:アンディ・グリフィス・ショー)』で床屋を演じる)ような役柄であった。
『メイベリー110番』で演じたおしゃべりでぼんやりした床屋のフロイド・ローソン役で最も知られることになる。この役は、役柄には年を取りすぎていたウォルター・ボールドウィンの代役であった。後にマクニアはこの役は誰の代役でもなく、フロイド・ローソン「Jr」を演じただけだと語った。第3シーズンの間に脳梗塞により歩けなくなったが話すことはできた。グリフィスはフロイド役がどれだけ重要かを理解しており、いつでも戻って来られるようにした。約1年半後、彼の障害の世話をするスタッフと共に復帰。脳梗塞以前の演技は床屋の店内で歩き回って働いていたが、脳梗塞以降の演技は床屋の椅子や公園のベンチに座っていた。道具係は彼のために、片手ではあるが客の髪をとかすなど、立った演技ができるように特別なスタンドを作った。また、カメラの連続撮影を利用して動いているように見せたこともあった。この番組の最後の出演は1966年から1967年のシーズンのエピソード『Goober's Contest 』であった。代役の運転で輝くマーキュリーのコンバーチブルで登場した。

## 逝去
1969年1月3日、脳梗塞の影響による肺炎の合併症で亡くなった。以前の退役軍人墓地であったロサンゼルス国立墓地に埋葬された。『メイベリー110番』の市長役であった古い友人のパーリー・ベアは葬儀で追悼を述べた。妻ヘレンと息子クリストファーが遺された。

## トリビュート
テレビ番組『Second City Television 』の2エピソードでユージン・レヴィがマクニア演じた床屋のフロイドを演じた。最初の登場は『ゴッドファーザー』のパロディでアメリゴ・ ボナセーラによるオープニング・シーンで床屋の看板でオーピーを痛めつけるようドンに頼む。この中でのフロイドの最後の台詞は『メイベリー110番』の他の登場人物にかけて「おお、私のためにハワード・スプラーグを殺してくれる?」であった。次の登場は『メイベリー110番』の原題『アンディ・グリフィス・ショー』と『マーヴ・グリフィン・ショー』をかけたパロディ『マーヴ・グリフィス・ショー』で、床屋で髪をカットし、ゴーマーのサプライズ・パーティを企む役であった。

## 主な出演作品
| 映画      | 映画                                        | 映画                             | 映画                         |
| 年        | 題名                                        | 役                               | 特記事項                     |
| --------- | ------------------------------------------- | -------------------------------- | ---------------------------- |
| 1953      | The Long, Long Trailer                      | Joe Hittaway                     | クレジット無し               |
| 1954      | Drums Across the River                      | Stilwell                         |                              |
| 1956      | 夜の乗合自動車 You Can't Run Away from It   | Vernon, Second proprietor        |                              |
| 1957      | さらわれた花嫁 The Fuzzy Pink Nightgown     | John Myers                       | クレジット無し               |
| 1958      | 媚薬 Bell, Book and Candle                  | Andy White - Shep's Co-Publisher |                              |
| 1959      | 絞首台の決闘 Good Day for a Hanging         | Olson                            |                              |
| 1959      | 或る殺人 Anatomy of a Murder                | Dr. Dompierre                    |                              |
| 1959      | それはキッスで始った It Started with a Kiss | Emile                            | クレジット無し               |
| 1959      | -30-                                        | Editor                           | 別題名: Deadline Midnight    |
| 1960      | 西部に賭ける女 Heller in Pink Tights        | Photographer of dead gunmen      |                              |
| 1961      | おかしな兵隊物語 The Last Time I Saw Archie | General Williams                 |                              |
| 1961      | 地球の危機 Voyage to the Bottom of the Sea  | Congressman Parker               |                              |
| 1961      | ブルー・ハワイ Blue Hawaii                  | Mr. Chapman                      |                              |
| 1961      | 底抜け便利屋小僧 The Errand Boy             | Dexter Sneak                     |                              |
| 1962      | 夢の渚 Follow That Dream                    | George                           |                              |
| 1963      | あなただけ今晩は Irma la Douce              | Concierge                        |                              |
| 1963      | セパレート・ベッド The Wheeler Dealers      | Mr. Wilson                       | 別題名: Separate Beds        |
| 1964      | ねえ!キスしてよ Kiss Me, Stupid             | Mr. Pettibone                    |                              |
| 1965      | Love and Kisses                             | Mr. Frisby                       |                              |
| 1966      | 恋人よ 帰れ!わが胸に The Fortune Cookie     | Mr. Cimoli                       | 別題名: Meet Whiplash Willie |
| テレビ    |                                             |                                  |                              |
| 年        | 題名                                        | 役                               | 特記事項                     |
| 1955      | Waterfront                                  | Mike Baxter                      | 1エピソード                  |
| 1955      | Willy                                       | Sherman                          | 1エピソード                  |
| 1955–1958 | The George Burns and Gracie Allen Show      | Mr. Jansen                       | 2エピソード                  |
| 1956      | Lassie                                      | Professor Scott                  | 1エピソード                  |
| 1956      | Gunsmoke                                    | concerned citizen                | 1エピソード                  |
| 1956      | アイ・ラブ・ルーシー I Love Lucy            | Mr. Crawford                     | 1エピソード                  |
| 1958      | The Thin Man                                | Mr. Dingle                       | 1エピソード                  |
| 1958      | Playhouse 90                                | Bertram                          | 1エピソード                  |
| 1958      | Leave It to Beaver                          | Andy the Barber                  | 1エピソード                  |
| 1959      | The Donna Reed Show                         | Wilbur Wilgus                    | 2エピソード                  |
| 1959      | The Gale Storm Show                         | Parker                           | 1エピソード                  |
| 1960      | Richard Diamond, Private Detective          | Dr. Braun                        | 1エピソード                  |
| 1960      | The Tab Hunter Show                         | Plumber                          | 1エピソード                  |
| 1960      | ピーター・ガン Peter Gunn                   | Barnaby                          | 1エピソード                  |
| 1960      | ララミー牧場 Laramie                        | Waldo                            | 1エピソード                  |
| 1960      | Have Gun - Will Travel                      | Samuels                          | 1エピソード                  |
| 1960-62   | 原始家族フリントストーン The Flintstones    | Doctor (声)                      | 3エピソード                  |
| 1961      | Klondike                                    | Augustus Brown                   | 1エピソード                  |
| 1961      | ヒッチコック劇場 Alfred Hitchcock Presents  | Mr. Maxwell                      | 1エピソード                  |
| 1961      | Mister Ed                                   | Harry Sweetzer                   | 1エピソード                  |
| 1961–1967 | メイベリー110番 The Andy Griffith Show      | Floyd Lawson                     | 80エピソード                 |
| 1962      | Pete and Gladys                             | Professor Sheboyan               | 1エピソード                  |
| 1962      | The Wide Country                            | Agent Carmody                    | 1エピソード                  |
| 1963      | トワイライト・ゾーン The Twilight Zone      | Mr. Bramhoff                     | 1エピソード - The Bard       |
| 1965      | Honey West                                  | Mr. Tweedy                       | 1エピソード                  |
| 1965      | Please Don't Eat the Daisies                | Mr. Arnold                       | 1エピソード                  |